# Communauté de communes interdépartementale des Baronnies
La communauté de communes interdépartementale des Baronnies est une ancienne communauté de communes interdépartementale et interrégionale située dans le département des Hautes-Alpes (région Provence-Alpes-Côte d'Azur) et le département de la Drôme (région Auvergne-Rhône-Alpes).

## Historique
La communauté de communes interdépartementale des Baronnies a été créée le 30 décembre 1994 par arrêté préfectoral, succédant au SIVOM des Baronnies, créé en 1966.
Le schéma départemental de coopération intercommunale des Hautes-Alpes impose la fusion de cette communauté de communes, sa population étant inférieure à 5 000 habitants.
Le premier projet proposait la fusion avec les communautés de communes du Serrois et de la Vallée de l'Oule, ainsi que la commune nouvelle de Garde-Colombe, pour former la communauté de communes du Centre Buëch. Cette communauté de communes aurait été composée de 29 communes pour une population municipale de 5 146 habitants en 2012.
Après avis de la commission départementale de coopération intercommunale du 17 mars 2016, il a été décidé de fusionner la CC interdépartementale des Baronnies avec les CC du Laragnais, du canton de Ribiers Val de Méouge, du Serrois, de la Vallée de l'Oule, de La Motte-du-Caire - Turriers et du Sisteronais. La communauté de communes comprendra 62 communes pour une population de 24 775 habitants. Elle prend le nom de « communauté de communes Sisteronais-Buëch » par l'arrêté préfectoral du 14 novembre 2016.

## Territoire communautaire

### Géographie
La communauté de communes interdépartementale des Baronnies est située au sud-ouest du département des Hautes-Alpes, dans le bassin de vie de Laragne. Elle constitue l'une des neuf intercommunalités du pays Sisteronais-Buëch.
Elle jouxte les communautés de communes (CC) de la Vallée de l'Oule au nord-ouest, du Serrois au nord-est, du Laragnais à l'est, du canton de Ribiers Val de Méouge au sud-est, et dans le département limitrophe de la Drôme, la CC des Hautes Baronnies au sud-ouest et du Pays de Rémuzat à l'ouest.
Le territoire est à l'écart des grands axes de communication, néanmoins au nord, les communes de Rosans, Moydans et Ribeyret sont traversées par la route départementale 994 reliant le sud de la Drôme à Gap et l'axe RD 1075 ne passe pas très loin de Saléon. La RD 949 traverse une grande partie du territoire communautaire.

### Composition
Avant constitution de la commune nouvelle de Garde-Colombe, la communauté de communes était composée des seize communes suivantes : Chanousse, Étoile-Saint-Cyrice, Laborel, Lagrand, Montjay, Moydans, Nossage-et-Bénévent, Orpierre, Ribeyret, Rosans, Saint-André-de-Rosans, Sainte-Colombe, Saléon, Sorbiers, Trescléoux et Villebois-les-Pins.

### Démographie
| 1968  | 1975  | 1982  | 1990  | 1999  | 2008  | 2013  |
| ----- | ----- | ----- | ----- | ----- | ----- | ----- |
| 2 002 | 1 907 | 1 930 | 2 068 | 2 055 | 2 224 | 2 227 |

## Politique et administration

### Siège
Le siège de la communauté de communes est situé à Lagrand, commune déléguée de la commune nouvelle de Garde-Colombe depuis le 1er janvier 2016.

### Présidence
En 2014, un conseil communautaire a élu son président, Jean-Louis Rey, et désigné ses trois vice-présidents qui sont Max Vaselli, Jean Schüller et Robert Taxil.

### Compétences
L'intercommunalité exerce des compétences qui lui sont déléguées par les communes membres :
Compétences obligatoires :
- aménagement de l'espace : schéma directeur d'aménagement et d'urbanisme, désenclavement numérique, gestion des sentiers de randonnée ;
- développement économique : FISAC et ateliers relais.

Compétences optionnelles :
- protection et mise en valeur de l'environnement ;
- social.

Compétences facultatives :
- éducation, culture et sport ;
- actions intercommunales.

### Régime fiscal et budget
La communauté de communes est soumise à la fiscalité additionnelle.

### Sources
- SPLAF (Site sur la Population et les Limites Administratives de la France)
- Fiche dans la base nationale sur l'intercommunalité